# Wannamal
Wannamal är en ort i Australien. Den ligger i regionen Gingin och delstaten Western Australia, omkring 90 kilometer norr om delstatshuvudstaden Perth.
Runt Wannamal är det mycket glesbefolkat, med 2 invånare per kvadratkilometer..
Trakten runt Wannamal består till största delen av jordbruksmark. Genomsnittlig årsnederbörd är 649 millimeter. Den regnigaste månaden är juli, med i genomsnitt 113 mm nederbörd, och den torraste är december, med 13 mm nederbörd.